# 湯真藤子
湯真 藤子（ゆま とうこ、1973年 - ）は、東京都出身の画家。

## 来歴・人物
東京芸術大学美術学部油画科を卒業し、同大学の修士課程の絵画専攻を修了した。主に童話を元にした絵や、日本神話を元にした絵などの絵を中心に描いている。
2008年にはシンガポールにて開催された現代アジア・アートフェアに参加しており、同年の東京コンテンポラリーアートフェアにも参加した。